# Associação Brasileira de Relações Internacionais
A Associação Brasileira de Relações Internacionais (ABRI) é uma entidade sem fins lucrativos, que reúne acadêmicos - pesquisadores, professores e estudantes - e profissionais da área de Relações Internacionais no Brasil, sendo um agente institucional indutor da melhoria da qualidade da pesquisa e da formação em pós-graduação no campo das relações internacionais como uma área especializada em relação às demais ciências sociais.

## História
As origens de um estudo especificamente voltado para as relações internacionais no Brasil remontam ainda à primeira metade do século XIX, segundo o historiador José Honório Rodrigues que, em publicação da década de 1950, afirmou que a primeira referência para a área de relações internacionais teria sido o Instituto Histórico e Geográfico do Brasil.
O IHGB teria enviado o primeiro pesquisador público brasileiro para investigar em arquivos ibéricos informações sobre questões internacionais que afetavam o Brasil. Assim, José Maria do Amaral foi o enviado a Portugal e Espanha para copiar os documentos diplomáticos relativos à história brasileira, por meio de decreto imperial de 1839. Pouco tempo depois, a partir de 1842, Francisco Adolfo de Varnhagen teria sido enviado para a Lisboa para pesquisar a documentação da Torre do Tombo.
A despeito desses registros históricos, o próprio José Honório Rodrigues identificava que até 1952 inexistiam nas universidades uma pesquisa acadêmica especializada nesse campo, diferente do que ocorria em universidades da Europa e América do Norte.
A área de Relações Internacionais é de constituição bastante recente no país, dado
evidenciado pelo crescimento dos cursos de graduação e de pós-graduação, que começou em
meados dos anos 1990, mas se concentrou na década de 2000. Assim, a criação da ABRI em 2005 foi um acontecimento importante para a consolidação no Brasil dessa área científica das humanidades.
A ABRI foi fundada em 30 de setembro de 2005 com o objetivo de solidificar a institucionalização da área das relações internacionais no Brasil, como um campo autônomo, estimulando o aperfeiçoamento de programas de pós-graduação stricto sensu.
Desde o início de sua fundação, em 2005, quando foi eleito Eiiti Sato, então professor da Universidade de Brasília, como seu primeiro presidente, o qual seria sucedido por Mônica Herz, da PUC-Rio, a ABRI foi responsável por proporcionar mudanças relevantes que levaram a que os órgãos governamentais de fomento à ciência, tecnologia e inovação passassem a considerar as relações internacionais como um campo autônomo de conhecimento, quando CAPES e CNPQ reconheceram em seus comitês científicos a área de relações internacionais.
Com sede na cidade do Belo Horizonte, a ABRI vem atuando no aperfeiçoamento da pesquisa e pós-graduação em Relações Internacionais no Brasil, ao agir como fórum de debates e de divulgação das investigações realizadas pelos programas de pós-graduação stricto sensu, promovendo a interlocução entre pesquisadores do campo internacionalista, além de ser reconhecida como espaço de qualificação das produções acadêmicas na área, a exemplo do campo de economia política internacional.
A partir dos anos de 2007, a ABRI passou a organizar o seu principal evento científico visando contribuir para a pesquisa  em  Relações Internacionais, ao  produzir  um conhecimento próprio  que fosse mais do que complementar (ou mesmo derivado) das demais ciências sociais.

## Direção
A direção da ABRI teve os seguintes estudiosos como presidentes:
| Mandato   | Presidente                             | UF de origem              | Doutorado                                                           | Afiliação universitária |
| --------- | -------------------------------------- | ------------------------- | ------------------------------------------------------------------- | ----------------------- |
| 2005-2007 | Eiiti Sato                             | São Paulo                 | Sociologia (USP) Brasil                                             | UnB                     |
| 2007-2009 | Mônica Herz                            | Rio de Janeiro            | Relações Internacionais (LSE) Reino Unido                           | PUC-Rio                 |
| 2009-2011 | José Flávio Sombra Saraiva             | Distrito Federal (Brasil) | Humanidades (University of Birmingham) Reino Unido                  | UnB                     |
| 2011-2015 | Paulo Luiz Moreaux Lavigne Esteves     | Rio de Janeiro            | Ciência Política (IUPERJ) Brasil                                    | PUC-Rio                 |
| 2015-2019 | Eugenio Pacelli Lazzarotti Diniz Costa | Minas Gerais              | Engenharia de Produção (UFRJ) Brasil                                | PUC-MG                  |
| 2019-2021 | Deisy Ventura                          | Rio Grande do Sul         | Direito Internacional (Université Paris 1 Panthéon-Sorbonne) França | USP                     |
| 2021-     | Ana Carolina Teixeira Delgado          | Rio de Janeiro            | Relações Internacionais (PUC-Rio) Brasil                            | UNILA                   |